# Aphanocephalus angulus
Aphanocephalus angulus là một loài bọ cánh cứng trong họ Discolomatidae. Loài này được Pal miêu tả khoa học năm 2005.